# Una estranya a la ciutat
Una estranya a la ciutat (títol original: Strange Lady in Town) és una pel·lícula de western estatunidenca de 1955 dirigida per Mervyn LeRoy i protagonitzada per Greer Garson i Dana Andrews. Està doblada al català.

## Argument
Julia Garth és una doctora nouvinguda que planeja introduir les tècniques modernes de medicina a Santa Fe el 1880, però s'hi oposa el metge establert

## Repartiment
- Greer Garson com Dra. Julia Garth
- Dana Andrews com Dr. Rourke O'Brien
- Cameron Mitchell com tinent David Garth
- Lois Smith com Spurs
- Walter Hampden com germà Gabriel
- Pedro Gonzalez Gonzalez com Martinez-Martinez
- John Stephenson com capità Taggart
- Adele Jergens com Bella
- Gregory Walcott com Scanlon
- Ralph Moody com governador Lewis Wallace
- Nick Adams com Billy el Nen
- Paul Wexler com ciutadà

## Producció
Va ser filmat als Old Tucson Studios, a Tucson.